# Rizik
 Ovo je glavno značenje pojma Rizik. Za druga značenja pogledajte Rizik (razdvojba).
Rizik je kalkulirana prognoza moguće štete odnosno u negativnom slučaju gubitka ili opasnosti. Biti pod rizikom znači biti subjekt štete nekog procesa ili aktivnosti. Stupanj rizika je funkcija vjerojatnosti i opasnosti od štete. S obzirom na brojnost načina na koje se ljudima može naškoditi, većina je cijelo vrijeme pod određenim stupnjem rizika. 
Osim ljudima, pojam rizik može značiti i mogućnost da naškodi imovinu, životinje, prirodno okruženje (rizik od trajnih posljedica zagrijavanja zemlje). 

## Rizik u gospodarstvu i financijama

### Financijski rizik
Financijski rizik predstavlja rizik kod fiksnih troškova financiranja (rizik da se ostvarenim financijskim rezultatom neće pokriti kamate na dugove poduzeća) i/ili rizik koji proizlazi iz stupnja zaduženosti korporacije ili tvrtke (rizik da poduzeće neće biti u mogućnosti vratiti dug). Stupanj rizika se povećava usporedo sa stupnjem zaduženosti korporacije.

### Sistemski rizik
Sistemski rizik je rizik od poremećaja u financijskom sustavu koji bi mogao imati ozbiljne negativne posljedice za financijski sustav i gospodarstvo u cjelini.

## Averzija prema riziku
Averzija prema riziku (eng. risk aversion) je odbojnost, tj. nesklonost prema riziku koju ima većina investitora odnosno svaki prosječni ili racionalni investitor. Prema tom konceptu za investitora povećanje bogatstva uz povećanje rizika ima padajuću korisnost.

## Upravljanje rizicima
Upravljanje rizicima je logična i sistematična metoda, odnosno proces identificiranja, analiziranja, procjenjivanja, nadziranja i priopćavanja rizika povezanih sa bilo kojom aktivnošću, funkcijom ili procesom na način kojim će se osposobiti organizaciju za minimizaciju gubitaka i maksimizaciju mogućnosti.